# دوارتي (كاليفورنيا)
دوارتي (بالإنجليزية: Duarte)‏ هي إحدى مدن مقاطعة لوس أنجليس، كاليفورنيا. تم إعطاءها لقب مدينة في 22 أغسطس، 1957.

## التركيبة السكانية
حدّد مكتب تعداد الولايات المتحدة بيانات التركيبة السكانية لدوارتي في تعداد الولايات المتحدة. في ما يلي، التركيبة السكانية حسب تعدادي 2000 و2010.

### تعداد عام 2000
بلغ عدد سكان دوارتي 21,486 نسمة بحسب تعداد عام 2000، وبلغ عدد الأسر 6,635 أسرة وعدد العائلات 4,892 عائلة مقيمة في المدينة. في حين سجلت الكثافة السكانية 1,237 نسمة لكل كيلومتر مربع (3,203.8/ميل2). وبلغ عدد الوحدات السكنية 6,805 وحدة بمتوسط كثافة قدره 391.8 لكل كيلومتر مربع (1,014.8/ميل2).
وتوزع التركيب العرقي للمدينة بنسبة 52.02% من البيض و9.08% من الأمريكيين الأفارقة و0.94% من الأمريكيين الأصليين و12.62% من الأمريكيين ذوي الأصول الآسيوية و0.11% من سكان جزر المحيط الهادئ و19.99% من الأعراق الأخرى و5.23% من عرقين مختلطين أو أكثر و43.41% من الهسبانيون أو اللاتينيون من أي عرق.
بلغ عدد الأسر 6,635 أسرة كانت نسبة 44.6% منها لديها أطفال تحت سن الثامنة عشر تعيش معهم، وبلغت نسبة الأزواج القاطنين مع بعضهم البعض 54.8% من أصل المجموع الكلي للأسر، ونسبة 13.6% من الأسر كان لديها معيلات من الإناث دون وجود شريك، بينما كانت نسبة 5.3% من الأسر لديها معيلون من الذكور دون وجود شريكة وكانت نسبة 26.3% من غير العائلات. تألفت نسبة 21.5% من أصل جميع الأسر من عدة أفراد يعيشون في نفس المنزل ونسبة 9.4% كانت تتألف من شخص يعيش بمفرده يبلغ من العمر 65 عاماً أو أكثر. وبلغ متوسط حجم الأسرة المعيشية 3.16، أما متوسط حجم العائلات فبلغ 3.70.
بلغ العمر الوسطي للسكان 34.5 عاماً. وكانت نسبة 28.2% من القاطنين تحت سن الثامنة عشر، وكانت نسبة 8.5% بين الثامنة عشر والرابعة والعشرين عاماً، ونسبة 29.6% كانت واقعةً في الفئة العمرية ما بين الخامسة والعشرين والرابعة والأربعين عاماً، ونسبة 21.6% كانت ما بين الخامسة والأربعين والرابعة والستين، ونسبة 9.9% كانت ضمن فئة الخامسة والستين عاماً فما فوق. يوجد لكل 100 أنثى 93.0 ذكر، ويوجد لكل 100 أنثى في الثامنة عشر من عمرها فما فوق 88.4 ذكر.
بلغ متوسط دخل الأسرة في المدينة 50,744 دولارًا، أما متوسط دخل العائلة فبلغ 56,556 دولارًا. وكان متوسط دخل الذكور 39,812 دولارًا مقابل 33,045 دولارًا للإناث. وسجل دخل الفرد الخاص بالمدينة 19,648 دولارًا. وكانت نسبة 8.4% من العائلات ونسبة 11.3% من السكان تحت خط الفقر، وكان من هؤلاء نسبة 13.7% تحت سن الثامنة عشر ونسبة 10.6% في الخامسة والستين من العمر وما فوق.

### تعداد عام 2010
بلغ عدد سكان دوارتي 21,321 نسمة بحسب تعداد عام 2010، وبلغ عدد الأسر 7,013 أسرة وعدد العائلات 4,964 عائلة مقيمة في المدينة. في حين سجلت الكثافة السكانية 1,227.5 نسمة لكل كيلومتر مربع (3,179.2/ميل2). وبلغ عدد الوحدات السكنية 7,254 وحدة بمتوسط كثافة قدره 417.6 لكل كيلومتر مربع (1,081.6/ميل2).
وتوزع التركيب العرقي للمدينة بنسبة 51.95% من البيض و7.44% من الأمريكيين الأفارقة و0.84% من الأمريكيين الأصليين و15.76% من الأمريكيين ذوي الأصول الآسيوية و0.12% من سكان جزر المحيط الهادئ و19.27% من الأعراق الأخرى و4.62% من عرقين مختلطين أو أكثر و47.79% من الهسبانيون أو اللاتينيون من أي عرق.
بلغ عدد الأسر 7,013 أسرة كانت نسبة 35% منها لديها أطفال تحت سن الثامنة عشر تعيش معهم، وبلغت نسبة الأزواج القاطنين مع بعضهم البعض 51.3% من أصل المجموع الكلي للأسر، ونسبة 14.3% من الأسر كان لديها معيلات من الإناث دون وجود شريك، بينما كانت نسبة 5.2% من الأسر لديها معيلون من الذكور دون وجود شريكة وكانت نسبة 29.2% من غير العائلات. تألفت نسبة 23.8% من أصل جميع الأسر من عدة أفراد يعيشون في نفس المنزل ونسبة 12.7% كانت تتألف من شخص يعيش بمفرده يبلغ من العمر 65 عاماً أو أكثر. وبلغ متوسط حجم الأسرة المعيشية 2.98، أما متوسط حجم العائلات فبلغ 3.54.
بلغ العمر الوسطي للسكان 39.9 عاماً. وكانت نسبة 22.2% من القاطنين تحت سن الثامنة عشر، وكانت نسبة 8.7% بين الثامنة عشر والرابعة والعشرين عاماً، ونسبة 26.1% كانت واقعةً في الفئة العمرية ما بين الخامسة والعشرين والرابعة والأربعين عاماً، ونسبة 27.1% كانت ما بين الخامسة والأربعين والرابعة والستين، ونسبة 15.8% كانت ضمن فئة الخامسة والستين عاماً فما فوق. وتوزع التركيب الجنسي للسكان بنسبة 47.3% ذكور و52.7% إناث.

## توأمة
لدوارتي (كاليفورنيا) اتفاقيات توأمة مع:
- غوادالاخارا